# Холл, Джерри
Джерри Фэй Холл (англ. Jerry Faye Hall) — американская фотомодель и актриса.

## Биография
Родилась 2 июля 1956 года в городке Гонзалес, штат Техас. 
В 16 лет она оставила родительский дом и переехала в Париж. Никого не зная в городе, она сумела быстро добиться успеха в индустрии моды. Холл снимала жильё вместе с Грейс Джонс и Джессикой Лэнг, вместе с которыми позировала иллюстратору Антонио Лопесу, работавшему с крупнейшими модными изданиями. Своему карьерному успеху Джерри обязана также Хельмуту Ньютону, который сфотографировал её для обложки Vogue — к 21 году Холл более сорока раз появлялась на обложках этого журнала.
Во второй половине 1970-х годов Холл была частой гостьей в знаменитом ночном клубе «Студия 54», где собирались видные деятели искусства, такие как Майкл Джексон, Вуди Аллен и Дебби Харри. В этот период она неоднократно позировала художнику Энди Уорхолу. 
В 1975 году Холл снялась для обложки альбома Siren группы Roxy Music.
В 1980-х годах Джерри начала сниматься в кино и телесериалах, играла в основном небольшие роли, такие как Алишия Хант в «Бэтмене» Тима Бёртона.
В 1990 году Холл успешно дебютировала в Вест-Эндском театре с главной женской ролью в постановке «Автобусная остановка» (в киноадаптации 1956 года эту роль исполнила Мэрилин Монро).

## Личная жизнь
Личная жизнь Холл всегда была объектом пристального внимания со стороны прессы. Вскоре после знакомства Джерри с Антонио Лопесом, у них завязались романтические отношения, и они стали жить вместе. 
В конце 1970-х годов у Холл был роман с миллионером Робертом Сэнгстером, 
далее она обручилась с музыкантом Брайаном Ферри из группы «Roxy Music», но в 1978 году оставила его ради лидера «Rolling Stones» Мика Джаггера.
Пара с начала 1990-х годов проживала в четырёхэтажном особняка Доун-Хаус в Лондоне. 21 ноября 1990 года Джаггер и Холл провели неофициальную частную церемонию бракосочетания на Бали; в 1999 году Высокий суд Лондона признал брак недействительным. 
После того, как в 1999 году в СМИ появилась информация о супружеской измене Джаггера и наличия у него ребёнка от бразильской модели Лусианы Хименес, Холл и Джаггер расстались, однако сохранили тёплые отношения.

У Джаггера и Холл четыре общих ребёнка: 
- Элизабет Скарлетт (родилась в 1984),
- Джейм Лерой (родился в 1985),
- Джорджия Мэй (родилась в 1992),
- Габриэль Люк (родился в 1997).

В 2015 году Холл начала встречаться с 84-летним миллиардером Рупертом Мёрдоком. Всего через несколько месяцев после знакомства они объявили о помолвке. 4 марта 2016 года Холл и Мёрдок поженились в Лондоне. В 2022 году Джерри и Руперт расстались.